# Buffalo FFillies
Die Buffalo FFillies waren eine kurzlebige US-amerikanische Frauenfußball-Mannschaft aus Buffalo, New York.

## Geschichte
Die Mannschaft startete zur Saison 1996 in den Spielbetrieb der W-League. In der ersten Saison erreichte man innerhalb der Regular Season der Central Region keinen einzigen Sieg und kassierte 41 Gegentore, womit die Mannschaft mit 0 Punkten auf dem siebten und damit letzten Platz landete. Zur Folgespielzeit wechselte das Team in die Northeast Division und sammelte hier zumindest neun Punkte was den sechsten Platz einbrachte. Zwar startete man dann noch in die Saison 1998, jedoch wurde die Mannschaft nach ein paar Wochen im Spielbetrieb drin aufgelöst, womit alle Punkte gestrichen wurden. Laut Besitzer Mark Fishaut hätten es in dieser Saison durchschnittlich 500 Zuschauer geben müssen, damit sich das Team trägt, dazu kam es aber nicht.